# Józef Osipowski
Józef Osipowski herbu Łodzia – generał adiutant królewski, podkomorzy smoleński w latach 1786-1792, stolnik smoleński w latach 1781-1786, podstoli smoleński w latach 1765-1781, horodniczy smoleński w 1765 roku.
Żonaty z Wiktorią Wolterówną, miał synów: Franciszka i Stanisława.
Poseł na sejm 1780 roku z województwa smoleńskiego.